# Ralsko (přírodní rezervace)
Přírodní rezervace Ralsko se rozkládá ve vrcholových partiích stejnojmenného kopce na katastrálním území Noviny pod Ralskem a Svébořice v okrese Česká Lípa v Libereckém kraji. Státní přírodní rezervace Ralsko byla vyhlášena v roce 1967, území bylo chráněno daleko dříve. Chráněné území je ve správě Ministerstva životního prostředí ČR.

## Historie ochrany území

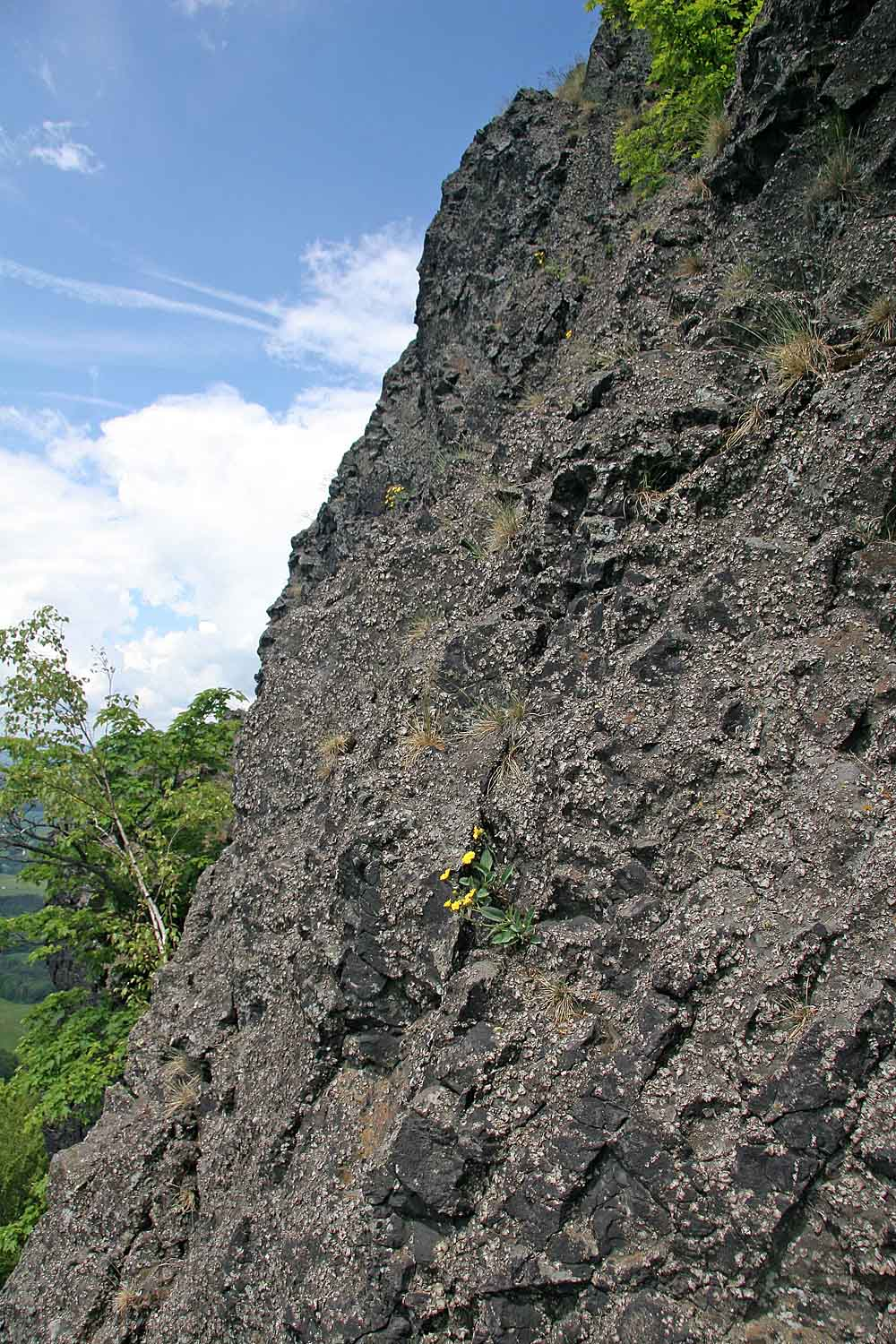
Skála u vyhlídky pod hradem

Původně byla rezervace vyhlášena v roce 1933 v jiném rozsahu. Na ploše 18,15 ha byla stanovena ministerským výnosem 26. září 1967. Byla zaevidována pod č. 360 na katastru obcí Noviny pod Ralskem a Hvězdov. O 20 let později, 21. prosince 1987 byla potvrzena výnosem Ministerstva kultury ČSR č.17.094/87. Její stav negativně ovlivnili sovětští vojáci po roce 1968 nepovolenou těžbou kameniva a mnoha nápisy v azbuce.
Přírodní rezervaci na rozloze 22,32 ha, ve výšce 575 až 698 m n. m. spravuje Ministerstvo životního prostředí prostřednictvím Agentury ochrany přírody a krajiny ČR.

## Předmět ochrany
Předmětem ochrany je skalnatý vrchol kopce Ralsko se suťovými poli, dominující okolní krajině. Nacházejí se zde suťové porosty, bučiny např. buk (Fagus), javor klen (Acer pseudoplatanus), různé druhy jasanů (Fraxinus) aj. a vzácné teplomilné druhy rostlin na vrcholu a skalnatých svazích. Roste zde vzácná ostřice tlapkatá velkonohá (Carex pediformis), kapradinka skalní (Woodsia ilvensis) aj. Ze živočichů zde přebývá například tesařík alpský (Rosalia alpina), střevlíci (Carabidae), výr velký (Bubo bubo), mlok skvrnitý (Salamandra salamandra), holub doupňák (Columba oenas) a muflon (Ovis aries musimon). Les je souvislý, má charakter ochranného lesa, neplatí zde běžné zásady lesního hospodářství.

## Nejbližší okolí
Poblíž rezervace je přírodní památka Vranovské skály, chráněná od roku 2001, na vrcholu kopce se nachází zřícenina hradu Ralsko. Jihozápadní část rezervace až ke kótě 698 m n. m. je součástí Geoparku Ralsko.